# Zahrádka (Třebíči járás)
Zahrádka település Csehországban, a Třebíči járásban. Zahrádka Ocmanice, Čikov, Pyšel, Naloučany, Okarec és Studenec településekkel határos. Lakosainak száma 141 fő (2024. január 1.).

## Népesség
A település lakosságának változását az alábbi diagram mutatja:
| Lakosok száma | 232  | 234  | 227  | 186  | 164  | 128  | 146  | 141  | 145  | 141  |
|               | 1869 | 1890 | 1921 | 1950 | 1980 | 2001 | 2017 | 2019 | 2022 | 2024 |